# Парк Форест (Илиноис)
Парк Форест (енгл. Park Forest) град је у америчкој савезној држави Илиноис.

## Демографија
По попису из 2010. године број становника је 21.975, што је 1.487 (-6,3%) становника мање него 2000. године.
| Група             | 2000.          | 2010.          |
| Белци             | 12.412 (52,9%) | 6.759 (30,8%)  |
| Афроамериканци    | 9.247 (39,4%)  | 13.144 (59,8%) |
| Азијати           | 193 (0,8%)     | 166 (0,8%)     |
| Хиспаноамериканци | 1.169 (5,0%)   | 1.407 (6,4%)   |
| Укупно            | 23.462         | 21.975         |